# Pangauban (Cisurupan)
Pangauban is een bestuurslaag in het regentschap Garut van de provincie West-Java, Indonesië. Pangauban telt 2730 inwoners (volkstelling 2010).